# Monacia-d'Aullène
Monacia-d'Aullène [mɔnatʃ(j)a dolɛn] est une commune française située dans la circonscription départementale de la Corse-du-Sud et le territoire de la collectivité de Corse. Elle appartient à l'ancienne piève de Freto.

## Géographie
Monacia est située dans le Freto dont elle constitue l'extrémité occidentale. La commune est limitrophe de Sartène au nord-ouest et de Pianottoli-Caldarello au sud-est.

## Urbanisme

### Typologie
Au 1er janvier 2024, Monacia-d'Aullène est catégorisée commune rurale à habitat dispersé, selon la nouvelle grille communale de densité à sept niveaux définie par l'Insee en 2022.
Elle est située hors unité urbaine. Par ailleurs la commune fait partie de l'aire d'attraction de Porto-Vecchio, dont elle est une commune de la couronne,. Cette aire, qui regroupe 10 communes, est catégorisée dans les aires de moins de 50 000 habitants,.
La commune, bordée par la mer Méditerranée, est également une commune littorale au sens de la loi du 3 janvier 1986, dite loi littoral. Des dispositions spécifiques d’urbanisme s’y appliquent dès lors afin de préserver les espaces naturels, les sites, les paysages et l’équilibre écologique du littoral, tel le principe d'inconstructibilité, en dehors des espaces urbanisés, sur la bande littorale des 100 mètres, ou plus si le plan local d’urbanisme le prévoit.

### Occupation des sols
L'occupation des sols de la commune, telle qu'elle ressort de la base de données européenne d’occupation biophysique des sols Corine Land Cover (CLC), est marquée par l'importance des forêts et milieux semi-naturels (93,6 % en 2018), une proportion identique à celle de 1990 (93,6 %). La répartition détaillée en 2018 est la suivante : 
milieux à végétation arbustive et/ou herbacée (67,6 %), espaces ouverts, sans ou avec peu de végétation (19,1 %), forêts (6,9 %), zones agricoles hétérogènes (5,2 %), zones urbanisées (1,2 %), eaux maritimes (0,1 %). L'évolution de l’occupation des sols de la commune et de ses infrastructures peut être observée sur les différentes représentations cartographiques du territoire : la carte de Cassini (XVIIIe siècle), la carte d'état-major (1820-1866) et les cartes ou photos aériennes de l'IGN pour la période actuelle (1950 à aujourd'hui).

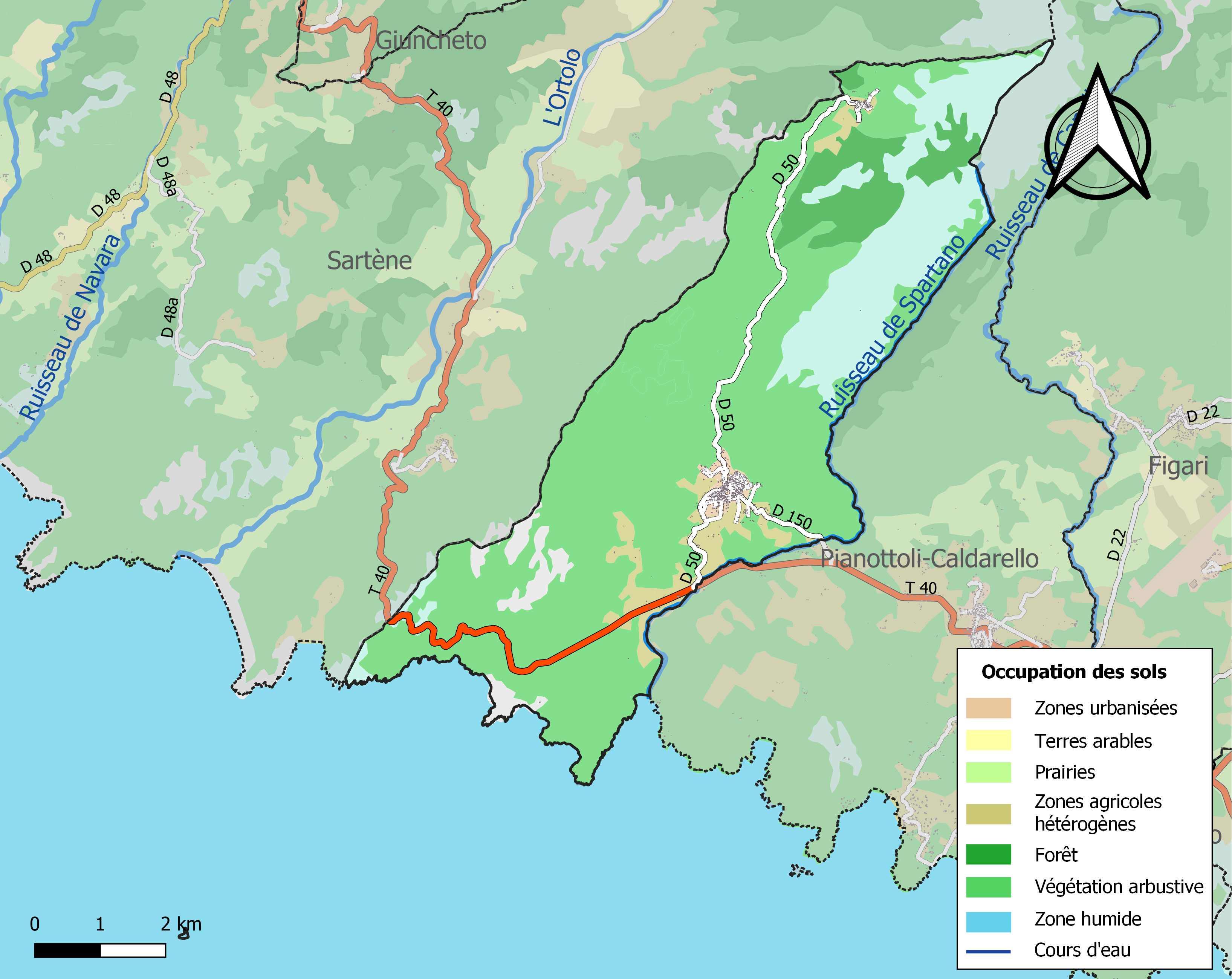
Carte des infrastructures et de l'occupation des sols de la commune en 2018 (CLC).

## Communes limitrophes
| Sartène | Sartène           |                       |
| Sartène | Monacia d'Aullène | Pianottoli-Caldarello |
|         | Mer méditerranée  | Pianottoli-Caldarello |

## Hydrographie
La commune comprend deux rivières le Spartano et la  Cioccia. au sud de la commune  et le ruisseau de la Balatese au hameau de  Giannuccio orienté vers la vallée de l'Ortolo

## Climat
La ville possède un climat méditerranéen. L'ensoleillement moyen annuel est de 2 715 heures.
| Mois                              | Jan.  | Fév.  | Mars  | Avril | Mai   | Juin  | Jui.  | Août  | Sep.  | Oct.  | Nov.  | Déc.  |
| --------------------------------- | ----- | ----- | ----- | ----- | ----- | ----- | ----- | ----- | ----- | ----- | ----- | ----- |
| Température minimale moyenne (°C) | 5.4   | 8.1   | 5.6   | 9.7   | 11.0  | 14.2  | 15.4  | 14.5  | 14.2  | 11.3  | 8.4   | 4.2   |
| Température maximale moyenne (°C) | 15.2  | 15.9  | 16.2  | 21.0  | 22.5  | 28.3  | 32.6  | 31.5  | 28.5  | 23.4  | 18.9  | 16.8  |
| Ensoleillement (h)                | 118.4 | 135.5 | 159.3 | 210.5 | 277.1 | 301.5 | 381.1 | 358.4 | 254.9 | 204.7 | 145.6 | 168.1 |
| Précipitations (mm)               | 53.9  | 116.4 | 72.4  | 9.6   | 24.8  | 14.9  | 9.3   | 2.0   | 43.4  | 42.2  | 48.1  | 158.6 |

Source : Météo France - Stations météo  de figari

## Histoire
C’est dans la seconde moitié du XVIIIe siècle que le hameau de Monacia s’installe et se développe. Sur le plan terrier, 20 maisons y figurent. Elles sont construites en dur et presque toutes sur le même modèle. Il s’agit de maisons d’agriculteurs, avec un rez-de-chaussée pour entreposer les récoltes et les outils. L’habitat se situe au premier étage et est surmonté d’un grenier. Le village se développe au XIXe siècle, toujours rattaché à la commune mère d'Aullène. La plupart des maisons sont simples, ce sont celles de bergers ou d'agriculteurs, à l'exception de la grande demeure des Lanfranchi, famille de Sgiò d'Aullène dont la maison, longtemps abandonnée et surnommée la Caserne,  est devenue la mairie de Monacia d'Aullène.
L’équilibre agro-pastoral des communautés de l’Alta Rocca, basé sur la transhumance, reposait sur une règle simple : les propriétés privées, étaient clôturées par des murs en pierres sèches, elles appartiennent pour la plupart aux Sgiò. Tout ce qui n’était pas clos appartenait à l’ensemble de la communauté quelle qu'en soit la condition.
Cette règle, appliquée dans toute l’île, était inscrite au chapitre XXXIX des Statuts civils et criminels de la Corse, qui déclare que toutes les terres non clôturées, aparta, où personne ne peut prouver un droit de propriété, sont communes à tous ceux qui habitent sur le territoire de la communauté. Les habitudes communautaires qui régissaient l'équilibre agro-pastoral de la Corse étaient telles que des étendues considérables de biens communaux, laissées à la disposition des particuliers pour le pacage des animaux, ne rapportaient rien aux communes. Les autorités insulaires voyaient « dans l'archaïsme communautaire un frein au progrès et à la civilisation. » Dès 1791, la Constituante s'attaqua à la vaine pâture et pris des mesures pour encourager la vente des biens communaux.
Vers 1820, le préfet Lantivy, décida de mettre les terres aparta, en valeur et d'en faire des propriétés privées. Il multiplia les encouragements et les mesures pour que les biens communaux soient partagés entre les particuliers. La « plage » de Monaccia avait 98 % superficie de bien communaux. Ils appartenaient aux communautés d'Aullène et de Zerubia. En 1810, les deux communes décidèrent de mettre fin à l'indivision et chacune reçut son propre territoire. En 1827, suivant les incitations du préfet Lantivy, chacune d'elles procéda au partage d'une partie importante des communaux. Lorsque Monacia se détacha d’Aullène, en 1864, pour devenir une commune, les terres indivises furent d'abord gérées en commun, puis, par suite de tensions, partagées définitivement. Il se produisit, ainsi, en plusieurs points de la Corse du Sud, une véritable mutation.
Les bergers des propriétaires d’Aullène et de l’Alta Rocca, qui depuis des temps immémoriaux montaient au printemps leur troupeau sur le plateau du Coscione, puis descendaient à la « plage », pour y passer l'hiver, lassés par cette dure et fastidieuse transhumance, peu à peu, se détachèrent du Coscione où ils vivaient inconfortablement, pour s'installer définitivement à Monacia. Ils y furent encouragés, par des mesures législatives, destinées à favoriser le développement de la propriété privée, en particulier par le partage des biens communaux. Il se passa exactement la même chose entre Serra et Sotta.
Se détachant du Coscione, les bergers, pour faire paître les bêtes et aussi pour se protéger du paludisme, durent inventer une autre transhumance. Non plus une transhumance inverse, de la montagne à la plaine, mais une transhumance classique, comme sur le continent, de la plaine à la montagne.
Les bergers originaires d'Aullène, installés dans la région de Monaccia, quittèrent petit à petit Aullène et ainsi prit naissance le hameau forestier de Gianuccio.
La commune est passée du statut de hameau d'Aullène à celui de village indépendant en 1864 par un décret impérial du 30 mars 1864. Cette séparation  est due à un différend lié aux partages de terres ; sous le Second Empire, ce différend s'accentua pour des motifs politiques.
Le cordon ombilical ne fut pas complètement coupé, puisque la commune de Monaccia d’Aullène fut rattachée au canton de Serra di Scopamène.
Cela créa une situation tout à fait exceptionnelle, le canton de Serra di Scopamene fut constitué de trois parties :
- la région montagneuse avec les villages d’Aullène, Quenza, Serra, Sorbollano, Zerubia,
- la « plage » de San Martino avec la commune de Sotta enclavée entre les cantons de Bonifacio, de Porto-Vecchio et de Lévie,
- la « plage » de Monaccia avec les communes de Caldarello et de Monaccia d’Aullène enclavée entre les cantons de Bonifacio, de Lévie et de Sartène.

Les deux enclaves étaient distantes d’environ soixante kilomètres de la montagne et de quinze kilomètres entre elles. Il fallut attendre 1976 pour que l’autonomie administrative soit totale. Cette année-là furent constitués :
- le canton de Tallano-Scopamène, avec les communes d’Aullène, Cargiaca, Loretto, Quenza, Sainte-Lucie de Tallano, Serra, Sorbollano Zerubia et Zonza,
- le canton des « plages », avec les communes de Caldarello, de Figari, de Monaccia d’Aullène et de Sotta[11].

En 2010, 464 habitants permanents sont répertoriés à Monacia-d'Aullène, et 182 à Aullène.
Les chiffres de la population peuvent quintupler, ou plus encore, lorsque les Corses dits « de la diaspora » viennent passer les vacances d'été au village.

## Toponymie
La tradition orale donne pour origine du nom Monacia, les rochers figurant des moines, îlots situés en face de la commune et abritant autrefois des phoques moines[réf. souhaitée].

## Politique et administration
| Période                                  | Période  | Identité               | Étiquette | Qualité |
| ---------------------------------------- | -------- | ---------------------- | --------- | ------- |
| 1864                                     | 1869     | Natali Jean            |           |         |
| 1870                                     | 1877     | Benedetti Angelin      |           |         |
| 1878                                     | 1900     | Maestratti             |           |         |
| 1901                                     | 1919     | Lucchini Cecchino      |           |         |
| 1920                                     | 1943     | Tomasini Henri         |           |         |
| 1944                                     | 1959     | Don Toussaint Lucchini |           |         |
| 1959                                     | 1983     | Jean Tafani            |           |         |
| 1983                                     | 2006     | Michel Benedetti       |           |         |
| 2006                                     | En cours | Marc Eugène Luciani    | UMP-LR    | Médecin |
| Les données manquantes sont à compléter. |          |                        |           |         |

## Démographie
L'évolution du nombre d'habitants est connue à travers les recensements de la population effectués dans la commune depuis 1866. Pour les communes de moins de 10 000 habitants, une enquête de recensement portant sur toute la population est réalisée tous les cinq ans, les populations de référence des années intermédiaires étant quant à elles estimées par interpolation ou extrapolation. Pour la commune, le premier recensement exhaustif entrant dans le cadre du nouveau dispositif a été réalisé en 2005.

En 2022, la commune comptait 546 habitants, en évolution de +4,8 % par rapport à 2016 (Corse-du-Sud : +7,61 %, France hors Mayotte : +2,11 %).
| 1866 | 1872 | 1876 | 1881 | 1886  | 1891  | 1896  | 1901  | 1906  |
| ---- | ---- | ---- | ---- | ----- | ----- | ----- | ----- | ----- |
| 850  | 870  | 898  | 867  | 1 001 | 1 200 | 1 131 | 1 309 | 1 350 |

| 1911  | 1921  | 1926  | 1931  | 1936  | 1946  | 1954  | 1962 | 1968 |
| ----- | ----- | ----- | ----- | ----- | ----- | ----- | ---- | ---- |
| 1 200 | 1 124 | 1 161 | 1 379 | 1 270 | 1 255 | 1 100 | 342  | 325  |

| 1975 | 1982 | 1990 | 1999 | 2005 | 2006 | 2010 | 2015 | 2020 |
| ---- | ---- | ---- | ---- | ---- | ---- | ---- | ---- | ---- |
| 353  | 421  | 412  | 396  | 476  | 483  | 464  | 525  | 559  |

| 2022 | - | - | - | - | - | - | - | - |
| ---- | - | - | - | - | - | - | - | - |
| 546  | - | - | - | - | - | - | - | - |

### Lieux et monuments

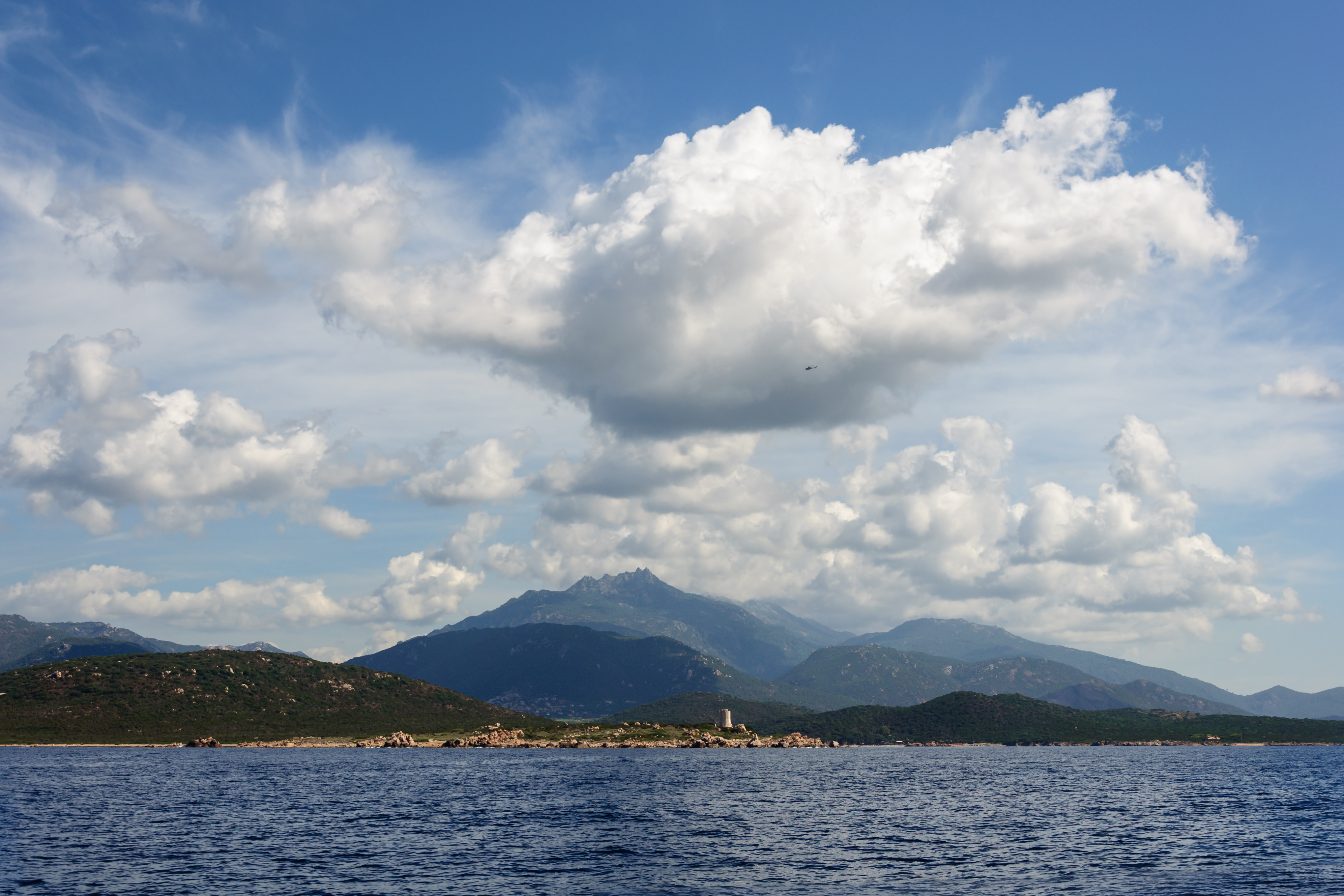
La côte environnant la tour génoise d'Olmeto. En arrière-plan, la montagne de Cagna.

- Église Saint-Nicolas de Monacia-d'Aullène. Elle est inscrite à l'Inventaire général du patrimoine culturel[17].
- Chapelle Saint-Pierre-et-Saint-Paul de Gianuccio.
- Site inscrit de la tour génoise d'Olmeto et des îlots des Moines.

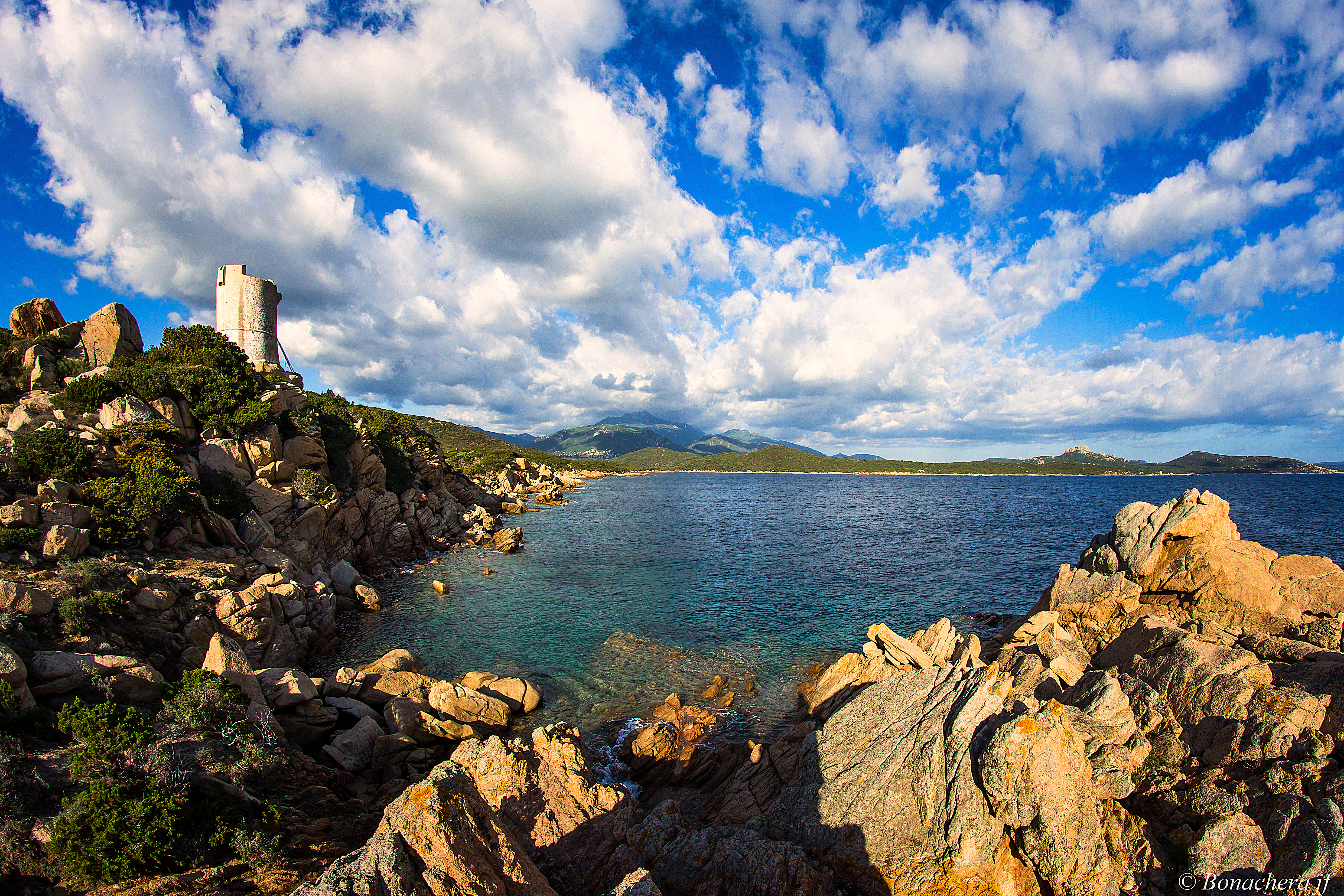
La tour d'Olmetu, vue depuis a punta di caniscione

Panorama de la tour d'Olmetu d'est en ouest

### Patrimoine pastoral et agricole

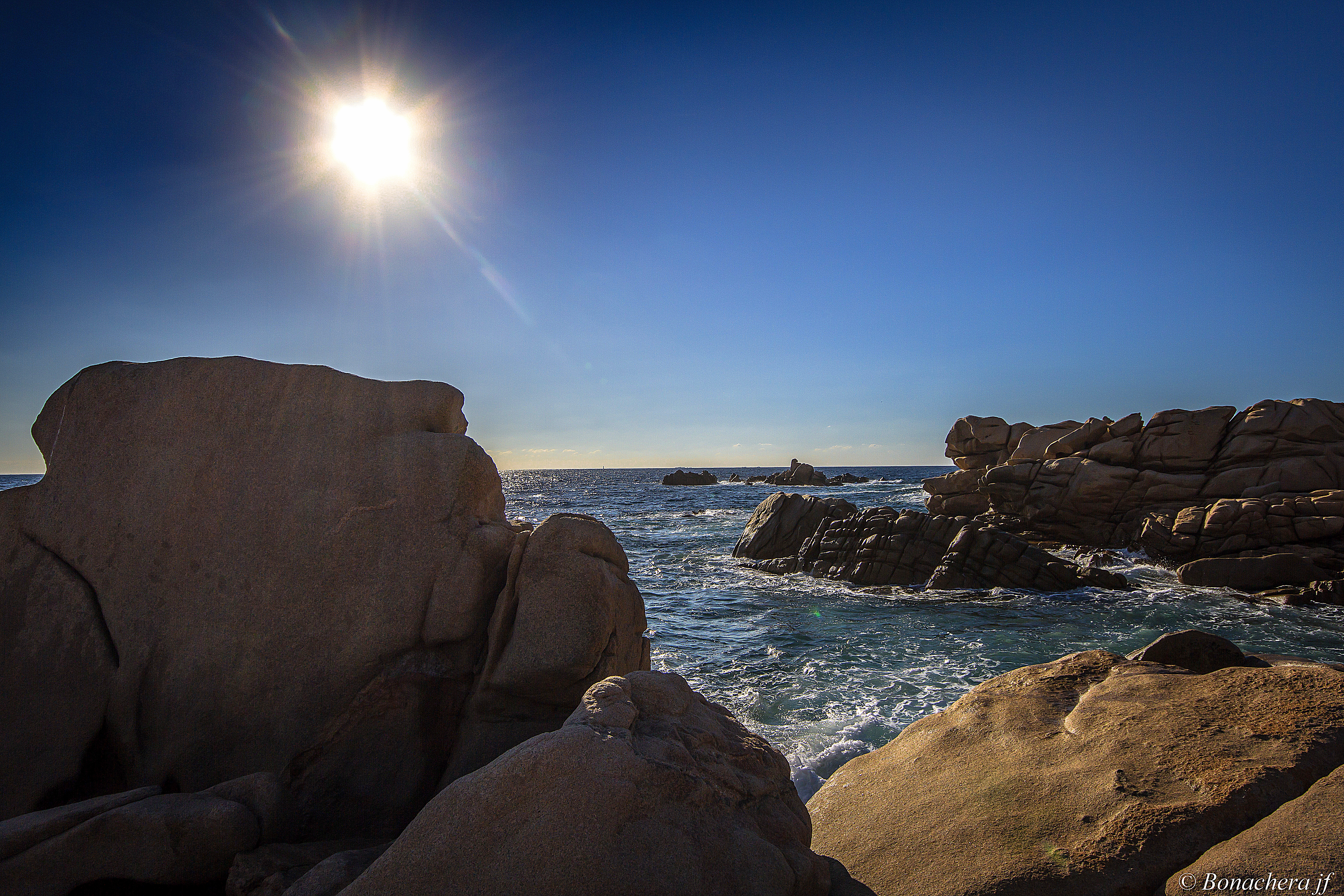
A punta di Caniscione, vue vers l'Ouest

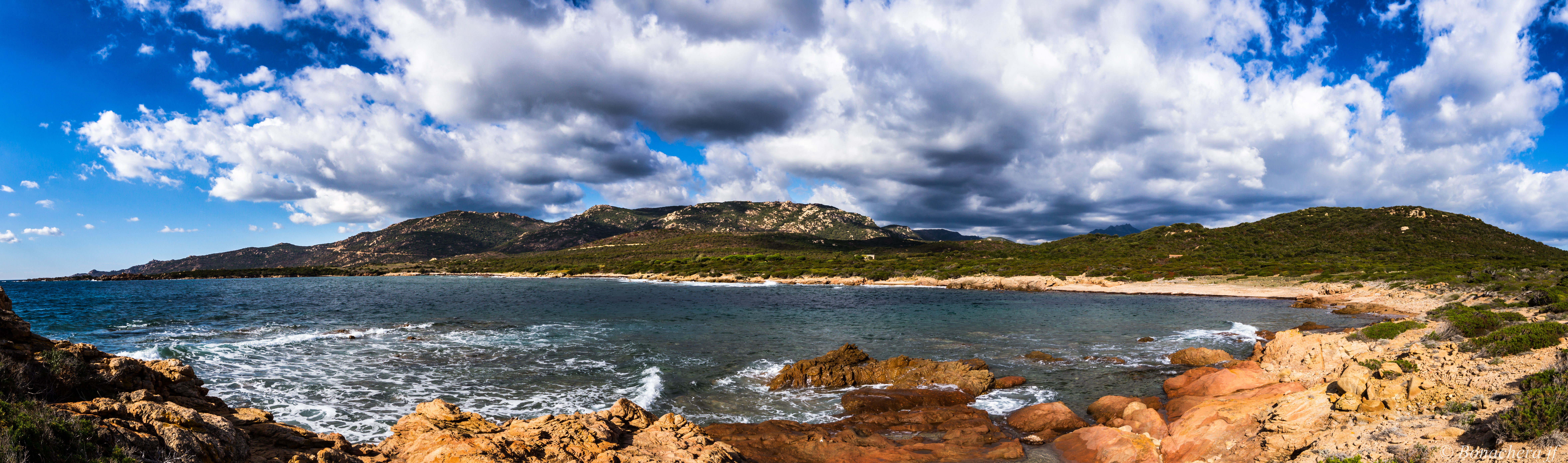
Panorama de la plage du mucchju biancu; à gauche, a punta di u mucchju biancu.

La commune possède depuis 2012 un sentier du patrimoine labellisé qui permet de découvrir le patrimoine et témoigne des activités agricoles passées. Ce sentier présente des vestiges d'un moulin  et des abris sous roche (oriu, pluriel orii). Les orii s’implantent dans des abris souvent utilisés depuis la  préhistoire. Tour à tour habitations ou sépultures, abris de transhumances hivernales, entrepôts agricoles, abris à cochons, agneaux ou cabris, refuge de bandits puis de résistants.

### Patrimoine naturel
La commune dispose d'un accès privilégié à l'Uomo di Cagna, montagne granitique surplombant le Sud de la Corse. Ce massif comporte une sapinière

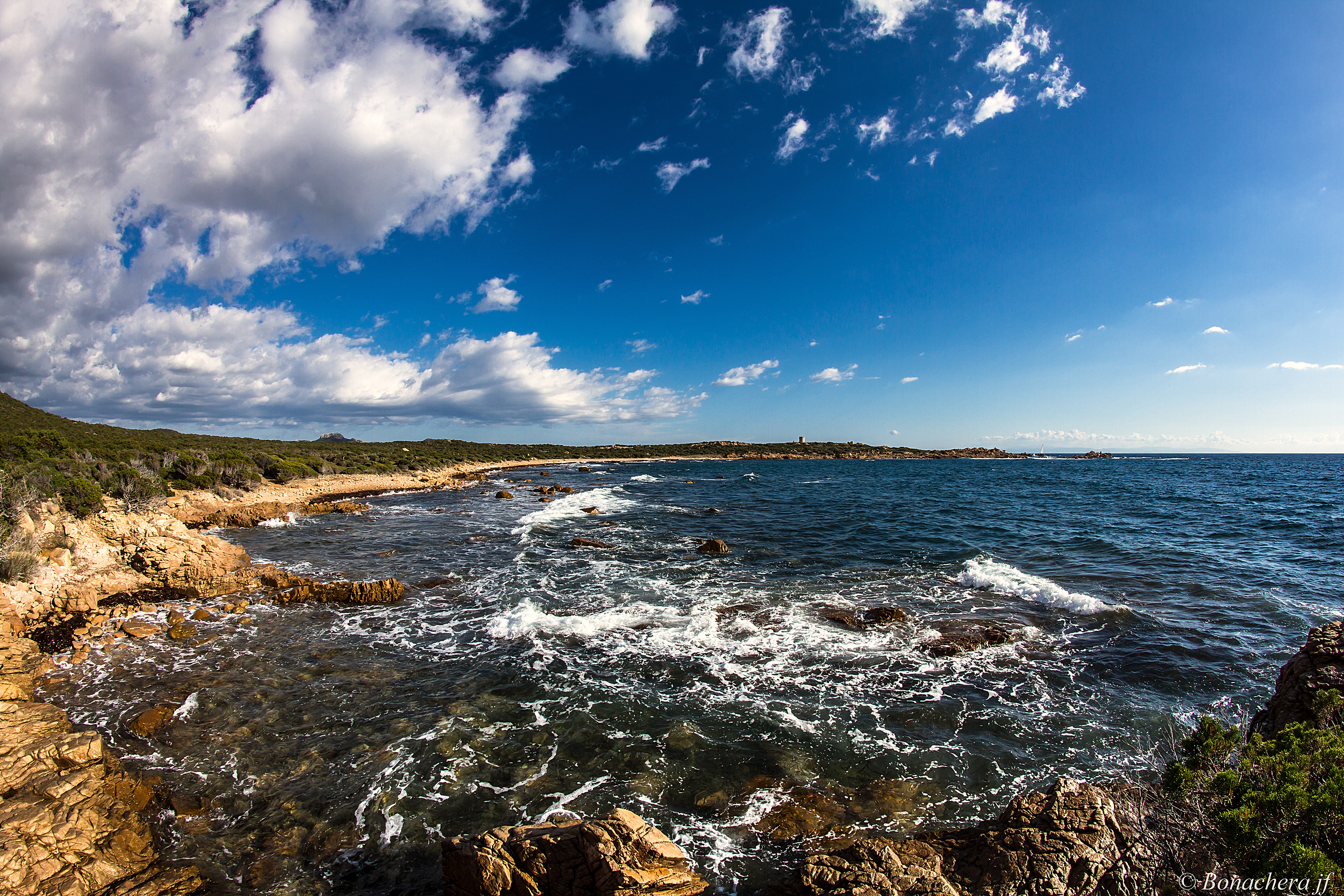
Seconde plage sans nom, au lieu-dit « Furnellu »

## Personnalités liées à la commune
- François Santoni, homme politique, assassiné dans la commune le 17 août 2001.
- Grégory Santarelli, né le 8 avril 1981, Grand Concierge de Palaces, membre Numéro 1-3021 de l'Association Internationale des « Clefs d'Or ».
- Simon Dary, né le 10 mai 1900 à Monaccia-d'Aullène et mort en 1978, poète et écrivain.

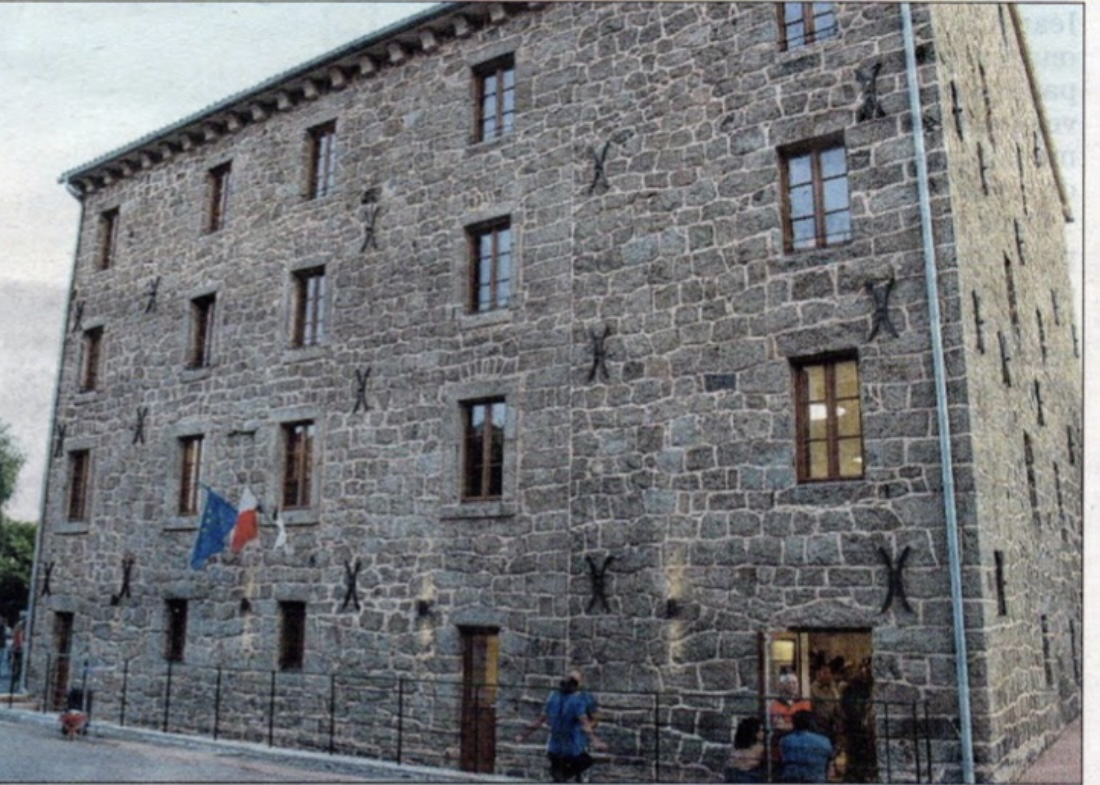
Mairie de Monacia d'Aullène, ancienne demeure des Lanfranchi, surnommée pendant une période « la caserne. »

- Mairie de Monacia d'Aullène, ancienne demeure des Lanfranchi, surnommée pendant une période « la caserne. »Étienne Lanfranchi, fils de Don Lanfranco Lanfranchi, petit-fils de Jean Ange Lanfranchi et Marie Colombe, née Lanfranchi; faute d’intérêt de ses héritiers de Viggianello et Monacia d’Aullène, la commune a pu mener à bien une procédure en abandon et réaffecter la demeure Lanfranchi en mairie et logements sociaux.